# Ann-Marie MacDonald
Ann-Marie MacDonald (ur. 29 października 1958 w bazie wojskowej koło Baden-Baden w RFN) – kanadyjska dramatopisarka, powieściopisarka. 
Mieszka w Toronto ze swoją żoną Alisą Palmer, również dramatopisarką. Ojciec był kanadyjskim wojskowym.

## Znane utwory
- Goodnight Desdemona (Good Morning Juliet) (1988) - sztuka
- Fall on Your Knees (1996) - powieść (pol. wyd. "Zapach cedru", tł. Jan Kraśko, Libros 2001)
- The Way the Crow Flies (2003) - powieść (pol. wyd. "Co widziały wrony", tł. Sławomir Studniarz, Świat Książki 2006)